# Markus Jürgenson
Markus Jürgenson (Tartu, 9 september 1987) is een Estisch voetballer die uitkomt voor FC Flora Tallinn. Hij speelt als verdediger.

## Interlandcarrière
Onder leiding van bondscoach Tarmo Rüütli maakte Jürgenson zijn interlanddebuut voor Estland op 18 december 2010 in de vriendschappelijke wedstrijd tegen China (3-0) in Zhuhai, net als Marko Meerits en Rauno Alliku.

## Erelijst
FC Flora Tallinn
- Estisch landskampioen

2010, 2011, 2015
- Beker van Estland

2009, 2011, 2013